# John E. Potter

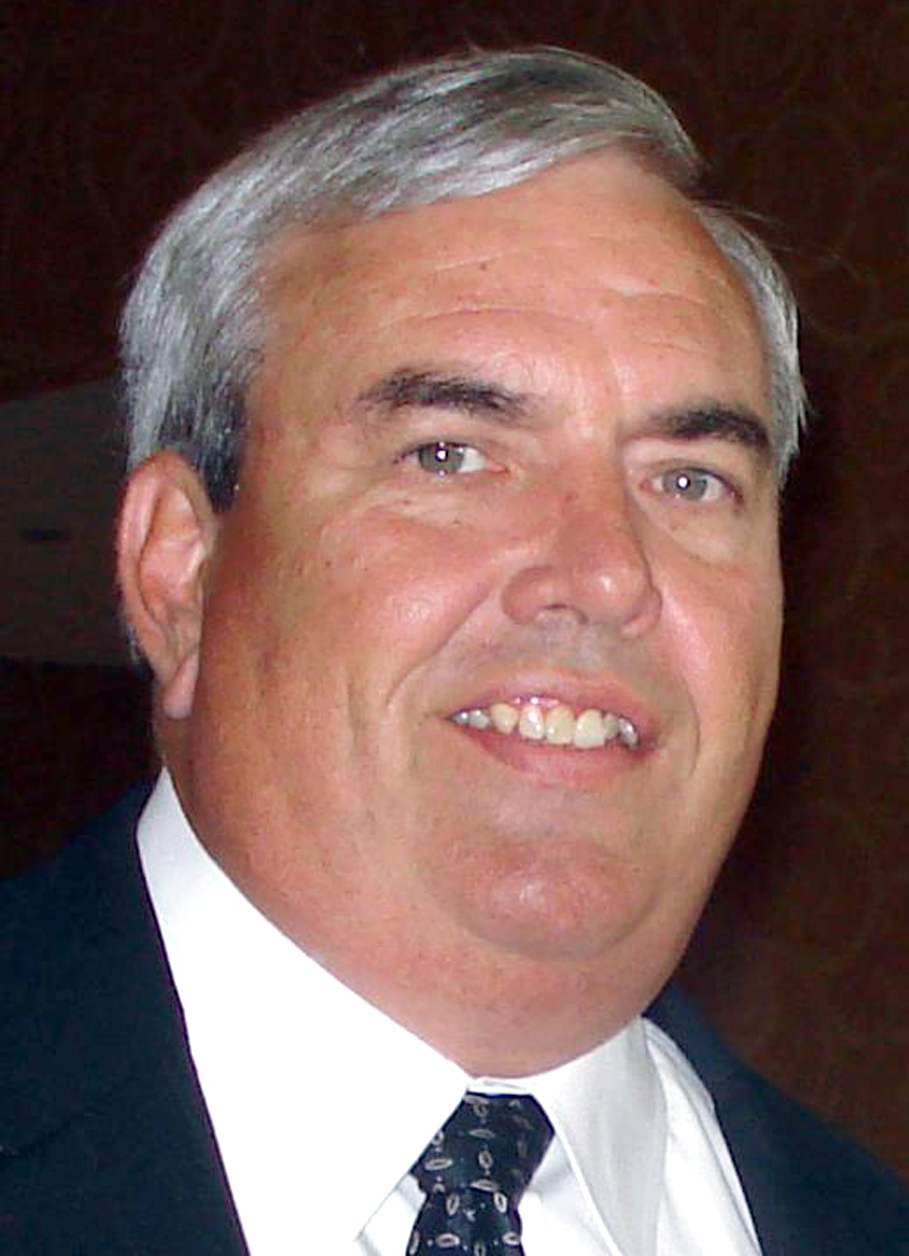
John E. Potter

John E. „Jack“ Potter (* 1956 in der Bronx, New York City) ist ein ehemaliger US-amerikanischer Regierungsbeamter. Er war vom 1. Juni 2001 bis zum 3. Dezember 2010 der 72. United States Postmaster General und der CEO des United States Postal Service. Davor war er COO des Postal Service. Er hatte auch das Amt des Vizepräsidenten inne und war für die Arbeitgeber-Arbeitnehmer-Beziehungen zuständig. Ferner bekleidete er eine Anzahl anderer Seniorpositionen.
Im April 2002 unterbreitete Potter dem US-Kongress den USPS Transformation Plan als Antwort auf die vielen Herausforderungen, vor denen der Postal Service stand, wie die Benutzung neuer Technologien. Diese Herausforderungen bedrohten die Finanz- und Handelsentwicklungsfähigkeit des Postal Service. Dieser Plan legte kurz- und langfristige Möglichkeiten für den Wandel vor und ist als Teilbasis für den Postal Reform And Accountability Act (H.R. 6407) im späten Jahr 2006 anzusehen, die erste Postreform seit dem Postal Reorganization Act von 1970.
Potter hat ein High-School-Diplom von der Cardinal Spellman High School in New York, ein Diplom in Wirtschaftswissenschaft von der Fordham University und einen Master in Unternehmensführung, den er durch das Sloan-Fellows-Programm an der MIT Sloan School of Management erwarb.
Am 26. Oktober 2010 erklärte John Potter vor dem Board of Governors, dem Leitungsgremium der Postbehörde, seinen Rücktritt, der am 3. Dezember desselben Jahres rechtskräftig wurde. Einen Grund dafür gab er nicht an; allerdings wurde vermutet, dass die Entscheidung in Zusammenhang mit der kurz zuvor erfolgten Weigerung der Post-Regulierungsbehörde stand, einer von Potter vorgeschlagenen Gebührenerhöhung zuzustimmen. So sollten unter anderem Briefmarken für sogenannte „First-Class Mail“ – also Briefe, Postkarten und kleine Pakete – künftig 46 statt 44 Cent kosten. Länger als Potter hatte nur Gideon Granger zwischen 1801 und 1814 das Amt des Postmaster General ausgeübt; zu diesem Zeitpunkt besaß es noch Kabinettsrang. Als Nachfolger wurde Potters Stellvertreter Patrick R. Donahoe nominiert. Er übernahm den Posten, nachdem der Rücktritt Gültigkeit erlangt hatte.